# Kaumrejo
Kaumrejo is een bestuurslaag in het regentschap Malang van de provincie Oost-Java, Indonesië. Kaumrejo telt 4941 inwoners (volkstelling 2010).